# Osmorhiza claytonii
Espèce
Synonymes
- Myrrhis aristata (Thunb.) Spreng.[2]
- Myrrhis claytonii Michx.[2]
- Osmorhiza amurensis F. Schmidt ex Maxim.[2]
- Osmorhiza aristata var. brevistylis (DC.) Boivin[3]
- Osmorhiza claytonii (Michx.) C.B. Clarke[2]
- Osmorhiza japonica Siebold & Zucc.[2]
- Scandix aristata (Thunb.) Makino[2]
- Scandix claytonii (Michx.) Koso-Pol.[2]
- Uraspermum aristatum (Thunb.) Kuntze[2]
- Washingtonia claytonii (Michx.) Britt.[3]
- Washingtonia claytonii (Michx.) Britton[2]

Osmorhiza claytonii, l'Osmorhize de Clayton, est espèce de plantes à fleurs de la famille des Apiaceae. C'est une plante herbacée vivace originaire d'Amérique du Nord, présente au Canada et dans l'Est des États-Unis.

## Systématique
Pour la base de données The Plant List, ce taxon n'est pas valide et devrait être considéré comme une variété sous le nom Osmorhiza aristata var. aristata. 

## Description
Osmorhiza claytonii est une plante herbacée pubescente vivace mesurant de 45 à 90 cm de hauteur. Ses feuilles, de couleur jaune verdâtre, sont grandes, composées, profondément divisées et dentelées. Ses fleurs sont petites (1,5 mm), blanches, groupées sur une ombelle à long pédoncule. Ses tiges, et dans une moindre mesure ses feuilles, présentent des poils blancs. Ses feuilles sont regroupées par trois sur ses branches. Lorsqu'elle est cassée cette plante dégage une odeur anisée. Ses graines ont des barbes qui peuvent s'accrocher aux vêtements, à la fourrure ou aux plumes.